# Кубок Кримського футбольного союзу
Кубок Кримського футбольного союзу (КФС) — футбольний турнір у Криму, що проводиться під егідою Кримської футбольної спілки з 2015 року серед професійних команд.

## Історія
Раніше на території півострова розігрувався Кубок Криму, який мав статус аматорського. Після анексії Криму Росією та створення Кримського футбольного союзу було організовано власний кубок, де виступали команди Прем'єр-ліги Кримського футбольного союзу.
Перший турнір стартував у сезоні 2015/16 під назвою Кубок Прем'єр-ліги КФС. Команди були поділені на дві групи з чотирма учасниками, після чого дві найкращі з кожної групи виходили до півфіналу. Президент КФС Юрій Ветоха заявив, що переможець турніру може зіграти в міжнародних турнірах УЄФА. Проте команди, учасники Кубка та інших турнірів КФС у міжнародних турнірах УЄФА ніколи не виступали. Надалі Кубок КФС проводився за олімпійською системою з іграми на виліт.
Найбільшу кількість разів у Кубку КФС перемагала «Кримтеплиця» (2 рази). Чинним переможцем турніру є сімферопольська «ТСК-Таврія».

## Фінали
| Сезон   | Переможець  | Рахунок        | Фіналіст    | Стадіон                  | Глядачів | Тренер               | Найкращий бомбардир                                                            | Голів | Арбітр                        |
| ------- | ----------- | -------------- | ----------- | ------------------------ | -------- | -------------------- | ------------------------------------------------------------------------------ | ----- | ----------------------------- |
| 2015/16 | Бахчисарай  | 2:1            | СКЧФ        | СКС, Севастополь         | 3500     | Олексій Грачов       | Максим Приходной (ТСК) Андрій Ківа (СКЧФ)                                      | 5     | Сергій Гниздило (Сімферополь) |
| 2016/17 | Євпаторія   | 2:1            | Кримтеплиця | «Фіолент», Сімферополь   | 3500     | Володимир Мартинов   | Євген Харченко (Євпаторія) Юрій Максимов (Бахчисарай) Назім Еюпов (Євпаторія)  | 4     | Роман Бохняк (Севастополь)    |
| 2017/18 | Кримтеплиця | 2:0            | Севастополь | «Фіолент», Сімферополь   | 3500     | Борис Ткачов         | Олександр Жабокрицький (Севастополь)                                           | 5     | Юрій Вакс (Сімферополь)       |
| 2018/19 | Севастополь | 2:0            | Гвардієць   | СКС, Севастополь         | 4000     | Станіслав Гудзікевич | Редван Османов (Севастополь)                                                   | 5     | Юрій Вакс (Сімферополь)       |
| 2019/20 | Кримтеплиця | 2:1            | Євпаторія   | «Фіолент», Сімферополь   | 350      | Олег Колесов         | Володимир Сичевой (Кримтеплиця) Раміль Гасанов (Інкомспорт) Олег Плієв (Океан) | 4     | Юрій Вакс (Сімферополь)       |
| 2020/21 | Гвардієць   | 2:1            | Євпаторія   | «Фіолент», Сімферополь   | 350      | Владислав Мальцев    | Длявер Нурідінов (Євпаторія)                                                   | 4     | Олег Лапішко (Сімферополь)    |
| 2021/22 | Кизилташ    | 2:2 (5:4 пен.) | Рубін       | «Локомотив», Сімферополь | 500      | Олексій Грачов       | Олександр Оболенцев (Рубін)                                                    | 3     | Олександр Хрещик (Саки)       |
| 2022    | ТСК-Таврія  | 5:3            | Рубін       | «Кримтеплиця», Аграрне   | 1250     | Борис Білошапка      | Антон Пенчелюзов (Рубін) Артем Забун (ТСК-Таврія)                              | 3     | Дмитро Пономаренко (Джанкой)  |

## Фіналісти по клубах
| Клуб        | Кубок | Сезон            | Ф | Сезон            |
| ----------- | ----- | ---------------- | - | ---------------- |
| Кримтеплиця | 2     | 2017/18, 2019/20 | 1 | 2016/17          |
| Севастополь | 1     | 2018/19          | 2 | 2015/16, 2017/18 |
| Євпаторія   | 1     | 2016/17          | 2 | 2019/20, 2020/21 |
| Гвардієць   | 1     | 2020/21          | 1 | 2018/19          |
| Бахчисарай  | 1     | 2015/16          |   |                  |
| Кизилташ    | 1     | 2021/22          |   |                  |
| ТСК-Таврія  | 1     | 2022             |   |                  |
| Рубін       |       |                  | 2 | 2021/22, 2022    |